# 美景公园
美景公园 (葡萄牙語：Quinta da Boa Vista) 是一个公园，位于巴西里约热内卢的北区。园内的圣克里斯托旺宫（Paço de São Cristóvão）是19世纪巴西皇帝的宫殿。里约热内卢动物园也在这里，有2000多种动物。巴西國家博物館设于圣克里斯托旺宫，2018年被大火烧毁。

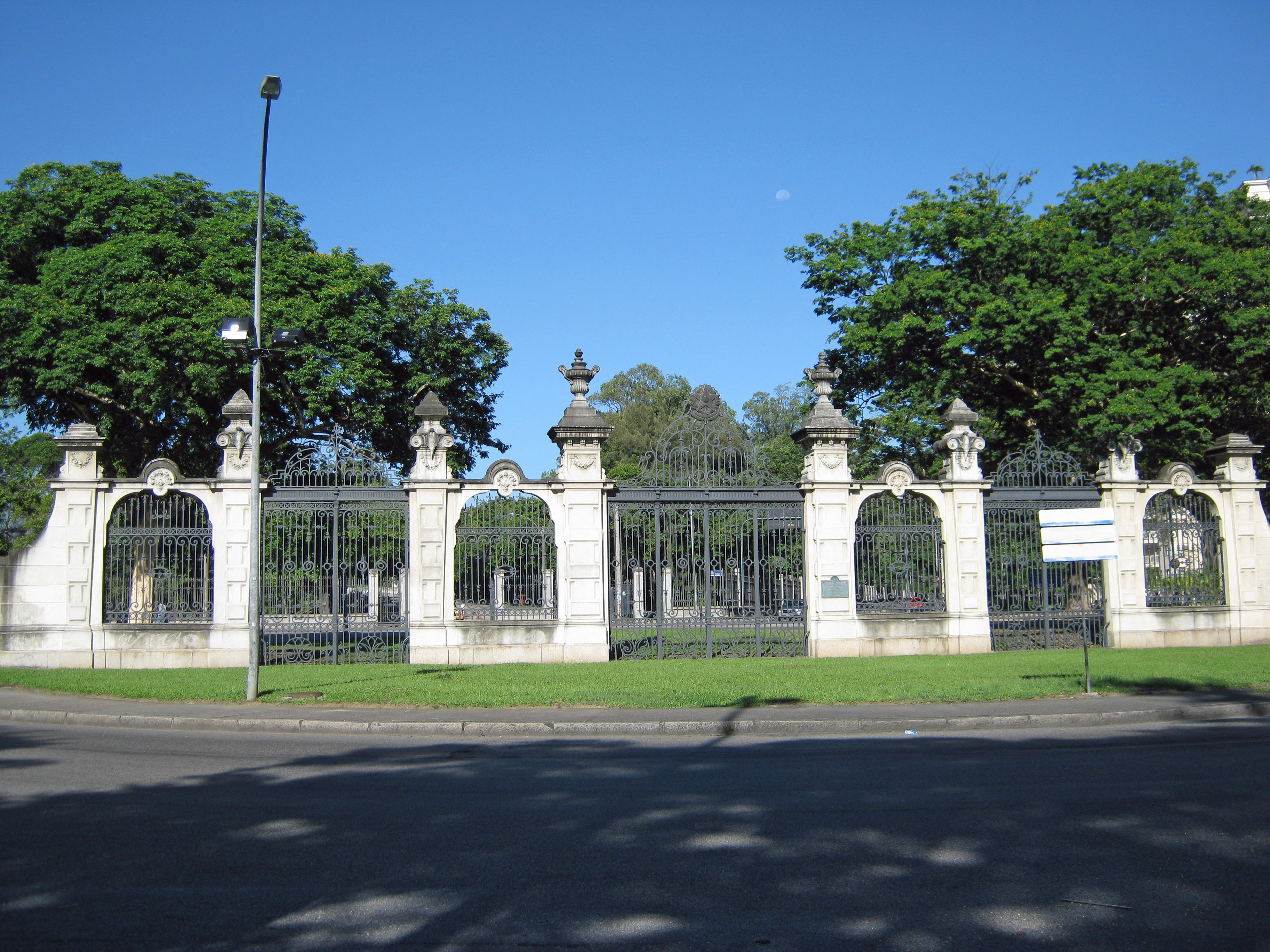
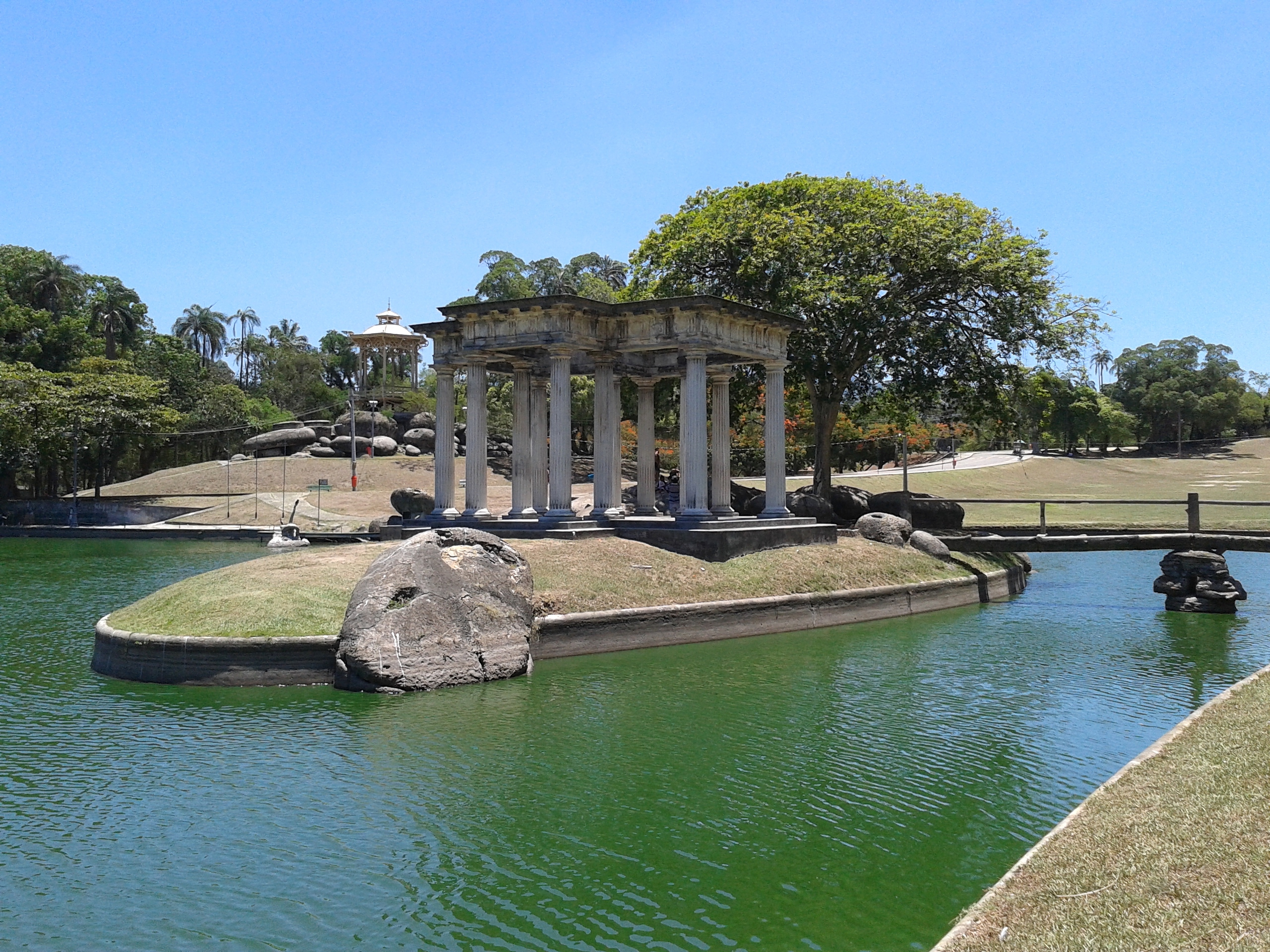
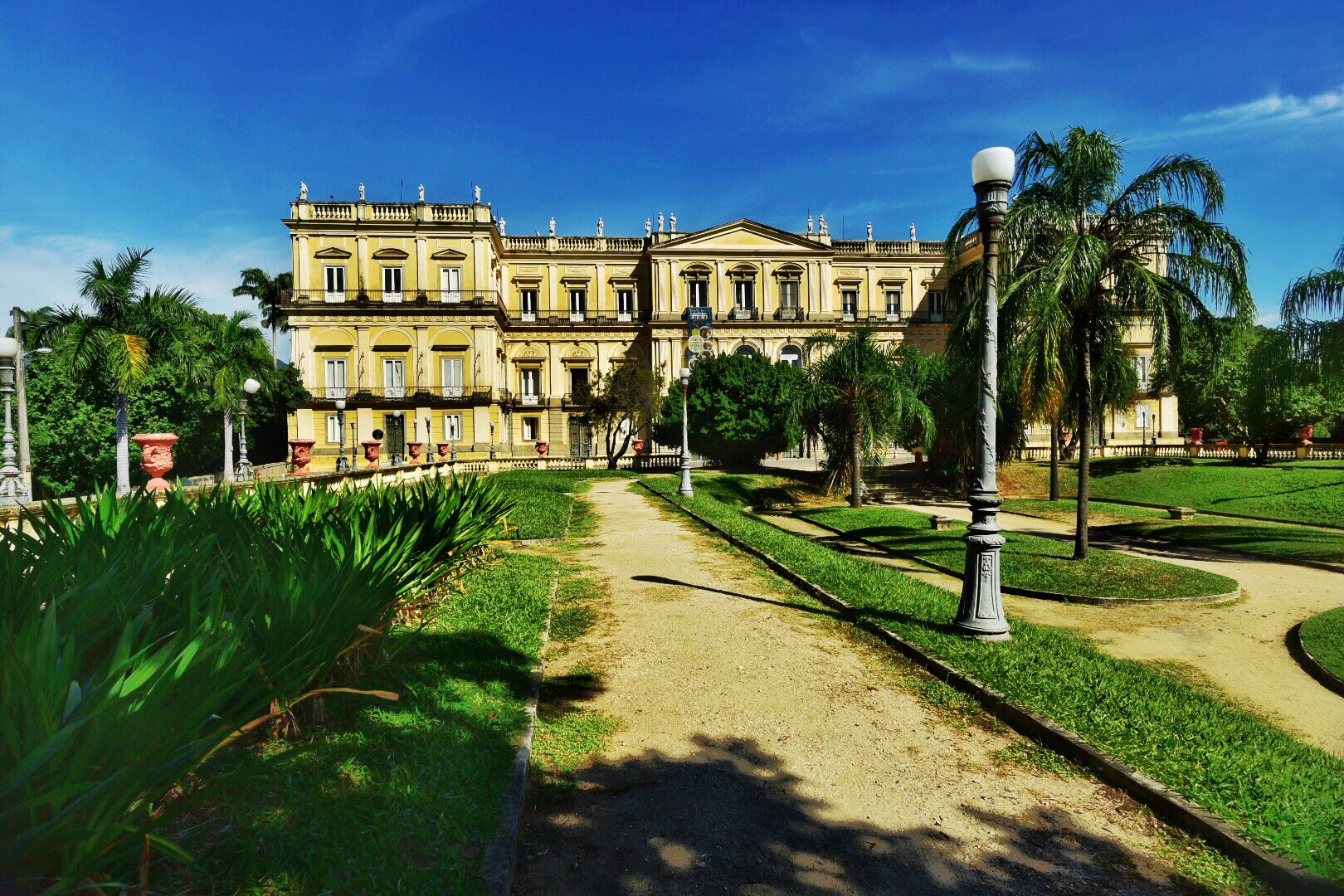
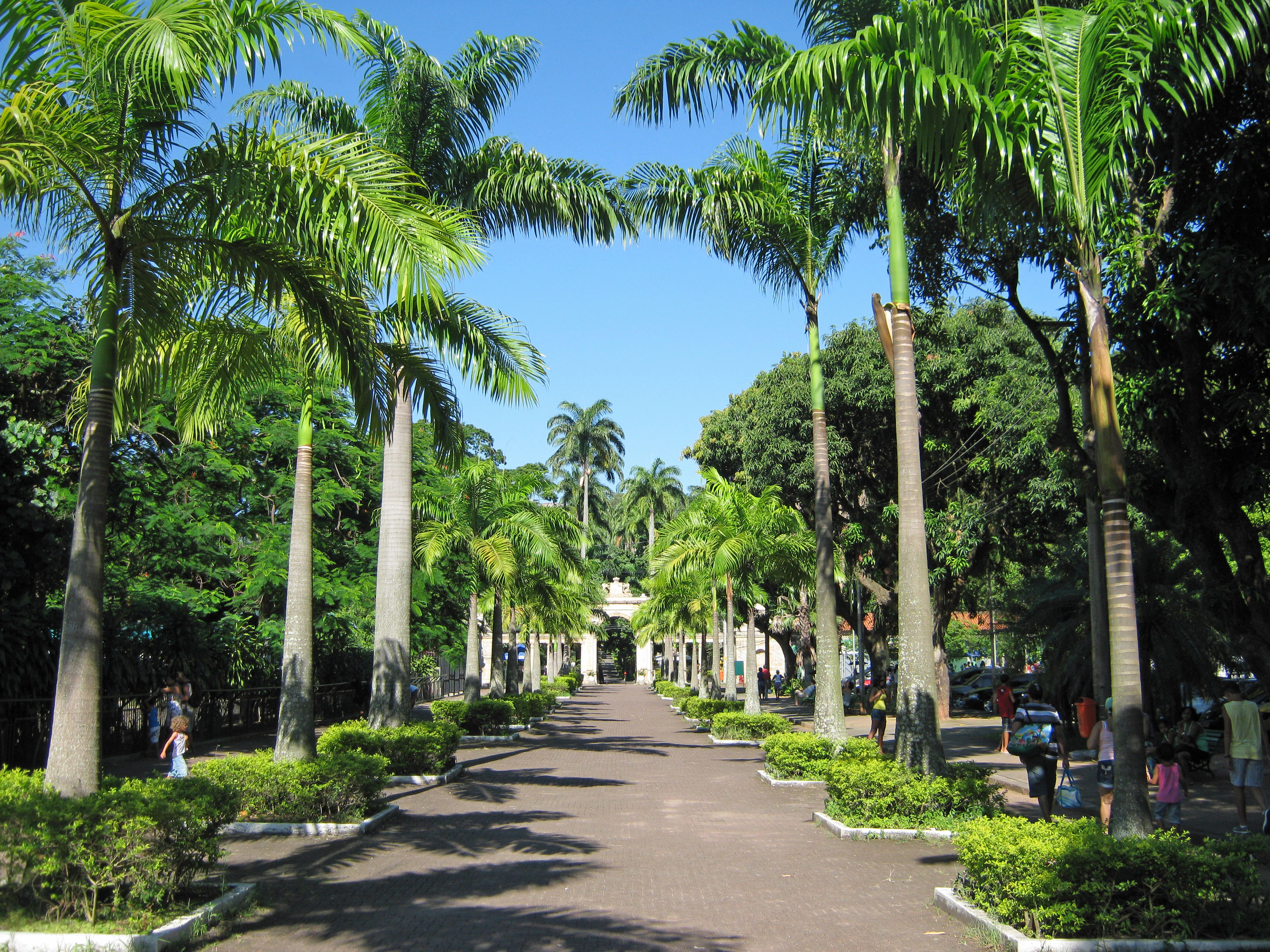